# The Heart of a Cracksman
The Heart of a Cracksman er en amerikansk stumfilm fra 1913 af Willis Roberts og Wallace Reid.

## Medvirkende
- Wallace Reid.
- Cleo Madison som Marcia.
- James Neill som Carlton.
- Ed Brady.
- Marcia Moore.